# Adam Cwejman
Adam Michael Cwejman ([ˈtsvɛjːˌmanː]), född 12 januari 1985 i Härlanda församling i Göteborg, är en svensk skribent, chef för ledarredaktionen på Göteborgs-Posten. Han var ordförande för Liberala ungdomsförbundet mellan 2009 och 2012.  Mellan 2014 och 2017 ledde han Timbros utbildning Stureakademin. 
Cwejman ingår i redaktionsrådet för tidskriften Axess magasin och gör intervjuer med författare för Axess TV. Han har även skrivit böcker.

## Biografi
Cwejmans föräldrar kom till Sverige som flyktingar från Polen 1982. Cwejman har blandad polsk-katolsk, ukrainsk-ortodox och judisk bakgrund. Cwejman är uppvuxen i Göteborg och gick samhällsvetenskaplig linje på Schillerska gymnasiet. Han har en filosofie kandidatexamen i internationella relationer samt en masterexamen i Europastudier, båda vid Göteborgs universitet. Cwejman har även genomgått Timbros utbildningsprogram Stureakademin.

## LUF
Cwejman blev medlem i Liberala ungdomsförbundet 2006, var andre vice ordförande i LUF Väst 2007 och kom in i förbundsstyrelsen 2008. Under sin tid som andre vice ordförande i LUF Väst genomförde Cwejman en manifestation mot lokala HRF-kontoret som sattes i blockad på grund av sin egen blockad mot salladsbaren Wild 'n Fresh som inte tecknat kollektivavtal. Budskapet från LUF Väst var att fackföreningar måste respektera den negativa föreningsrätten på samma sätt som man respekterar arbetarnas rätt att organisera sig. Som ombudsman för LUF var Cwejman även aktiv som arrangör i demonstrationen mot FRA-lagen.
Cwejman valdes enhälligt till ordförande för Liberala ungdomsförbundet på dess kongress i Nässjö 7 augusti 2009. Han slutade 2012, då han efterträddes av Linda Nordlund.

## Politik
Cwejman har främst profilerat sig i integrationsfrågor och efterlyst en “ny integrationspolitik”. Hans fokus har främst varit på språk, arbete och kritik mot identitetspolitik. Han har vid flera tillfällen efterlyst medborgerlig patriotism och gemenskap byggd på samhällsnormer. Detta var även temat för det kapitel han skrev i idéskriften Nya tider, nya strider från 2009, där han var medredaktör tillsammans med LUF-kollegan Joakim Larsson.
Under våren 2010 debatterade Cwejman med Sverigedemokraternas Ungdomsförbund, bland annat en rent ideologisk debatt mot SDU:s Erik Almqvist på Lunds universitet. Efter attackerna mot judar i Malmö och dåvarande finanskommunalrådet Ilmar Reepalus uttalanden i samband med dessa kritiserade Cwejman både Reepalu och den socialdemokratiska ledningen för att spä på antisemitism. I augusti 2010 anklagade Cwejman Folkpartiets utspel om att förbjuda burkan på universitet och högskolor för att vara “populistiskt och cyniskt”.
Cwejman har varit ersättare för Liberalerna (dåvarande Folkpartiet) i Göteborgs kommunfullmäktige och ansvarig för integrationsfrågor på tankesmedjan Timbro.

## Göteborgs-Posten
Efter att Alice Teodorescu 2015 blev chef för ledarredaktionen på Göteborgs-Posten blev Cwejman ledarskribent på tidningen. När Teodorescu var föräldraledig vikarierade Cwejman som redaktör och när hon 2019 slutade för att arbeta hos Moderaterna efterträdde han henne. Som ledarskribent och chef har Cwejman fortsatt att skriva om integration men också till exempel om arkitektur.
Cwejman har tillsammans med Ivar Arpi skrivit boken Så blev vi alla rasister (2018). Den innehåller bland annat kritik mot samtidens identitetspolitik.